# Gaṅgā

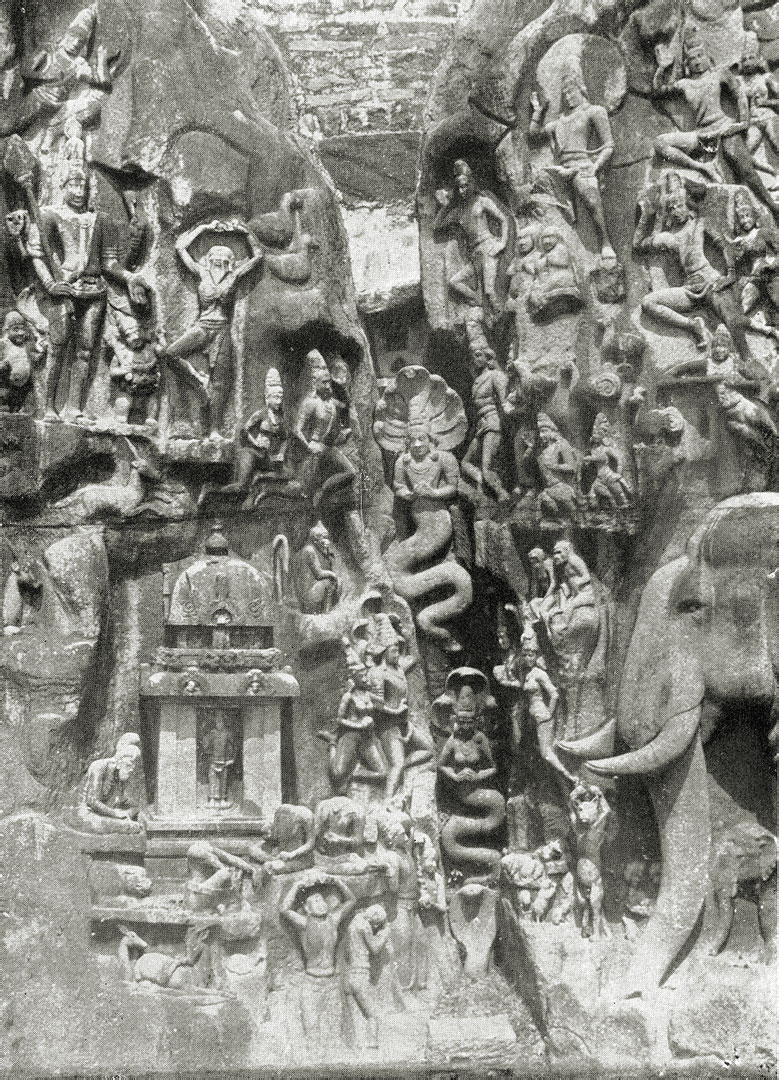
"La penitenza di Bhagiratha", bassorilievo sacro a Mahabalipuram, Tamil Nadu, India

Gaṅgā  (devanāgarī: गङ्गा, lett. "Colei che va veloce") è la divinità femminile induista che incarna il fiume Gange.

## Le origini
In base ad un'interpretazione, la Madre dei fiumi viveva un tempo in cielo, ma discese sulla terra, ai primordi dell'umanità, quando le forze del male dominavano, richiamata dalle preghiere dei fedeli, disperati per un'aridità spaventosa. E da quel momento la dea ha attraversato l'India con le sue acque. Secondo un'antica credenza i Gange sarebbero tre, perché oltre a quello fluviale, ve ne sarebbe uno sotterraneo e uno celeste nello spazio, che si uniscono a Benares.

Altre interpretazioni sulla nascita di Ganga narrano che quest'ultima sarebbe la personificazione delle acque sacre in Brahmā oppure la nipote del re delle montagne Himavat.

## Il culto

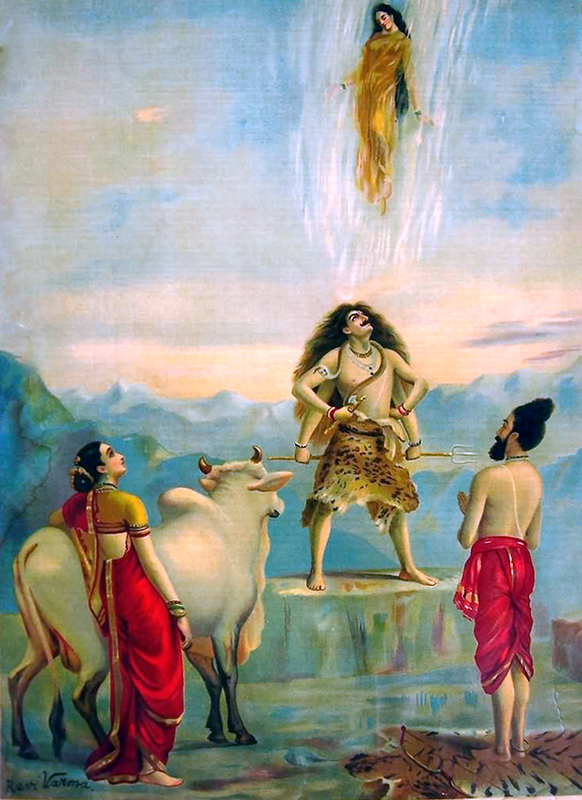
Discesa di Ganga

I devoti si recano una volta l'anno nei santuari sacri della dea per immergersi nelle acque purificatrici e vedersi graziati dieci peccati commessi nell'ultima loro vita e nelle ultime dieci esistenze. Alcuni cercano di trovare la morte dentro il fiume, perché questo evento può liberare l'individuo dal ciclo delle reincarnazioni.
Il compito di Ganga è di garantire ai fedeli la felicità, la ricchezza, la fertilità e la salute.

## Iconografia
Nei canoni dell'arte indiana Ganga è rappresentata dall'immagine di una donna voluttuosa e dall'aspetto piacevole, che tiene nella sua mano un vaso. È accompagnata da un animale ibrido, il makara dal corpo di coccodrillo, e per il resto simile ad un pesce.